# Lineth Beerensteyn
Lineth Beerensteyn (La Haya, Países Bajos; 11 de octubre de 1996) es una futbolista neerlandesa. Juega como delantera y su equipo actual es el VfL Wolfsburgo de la Bundesliga de Alemania. Es internacional con la selección de los Países Bajos.

## Clubes
| Club             | País         | Año       |
| ---------------- | ------------ | --------- |
| ADO Den Haag     | Países Bajos | 2012-2016 |
| FC Twente        | Países Bajos | 2016-2017 |
| FC Bayern Múnich | Alemania     | 2017-2022 |
| Juventus         | Italia       | 2022-2024 |
| VfL Wolfsburgo   | Alemania     | 2024-act. |

## Palmarés

### Títulos nacionales
| Título                   | Club             | País         | Año     |
| ------------------------ | ---------------- | ------------ | ------- |
| Copa de los Países Bajos | ADO Den Haag     | Países Bajos | 2012-13 |
| Copa de los Países Bajos | ADO Den Haag     | Países Bajos | 2015-16 |
| Bundesliga Femenina      | Bayern de Múnich | Alemania     | 2020-21 |

### Títulos internacionales
| Título                    | Equipo       | Sede         | Año  |
| ------------------------- | ------------ | ------------ | ---- |
| Campeonato Europeo Sub-19 | Países Bajos | Noruega      | 2014 |
| Eurocopa Femenina         | Países Bajos | Países Bajos | 2017 |

(*) Incluyendo la Selección